# Czarnawiec

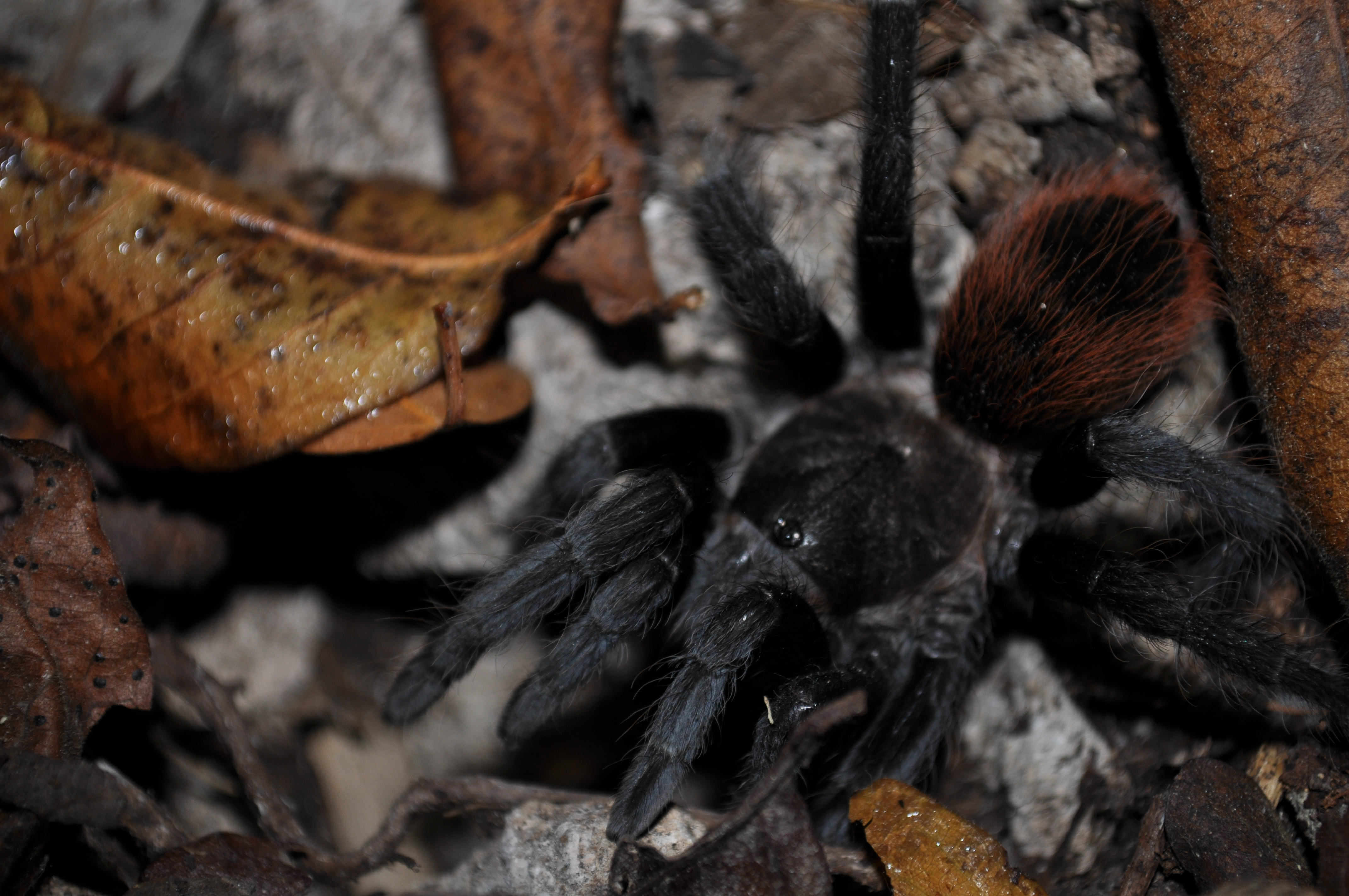
Tliltocatl epicureanum

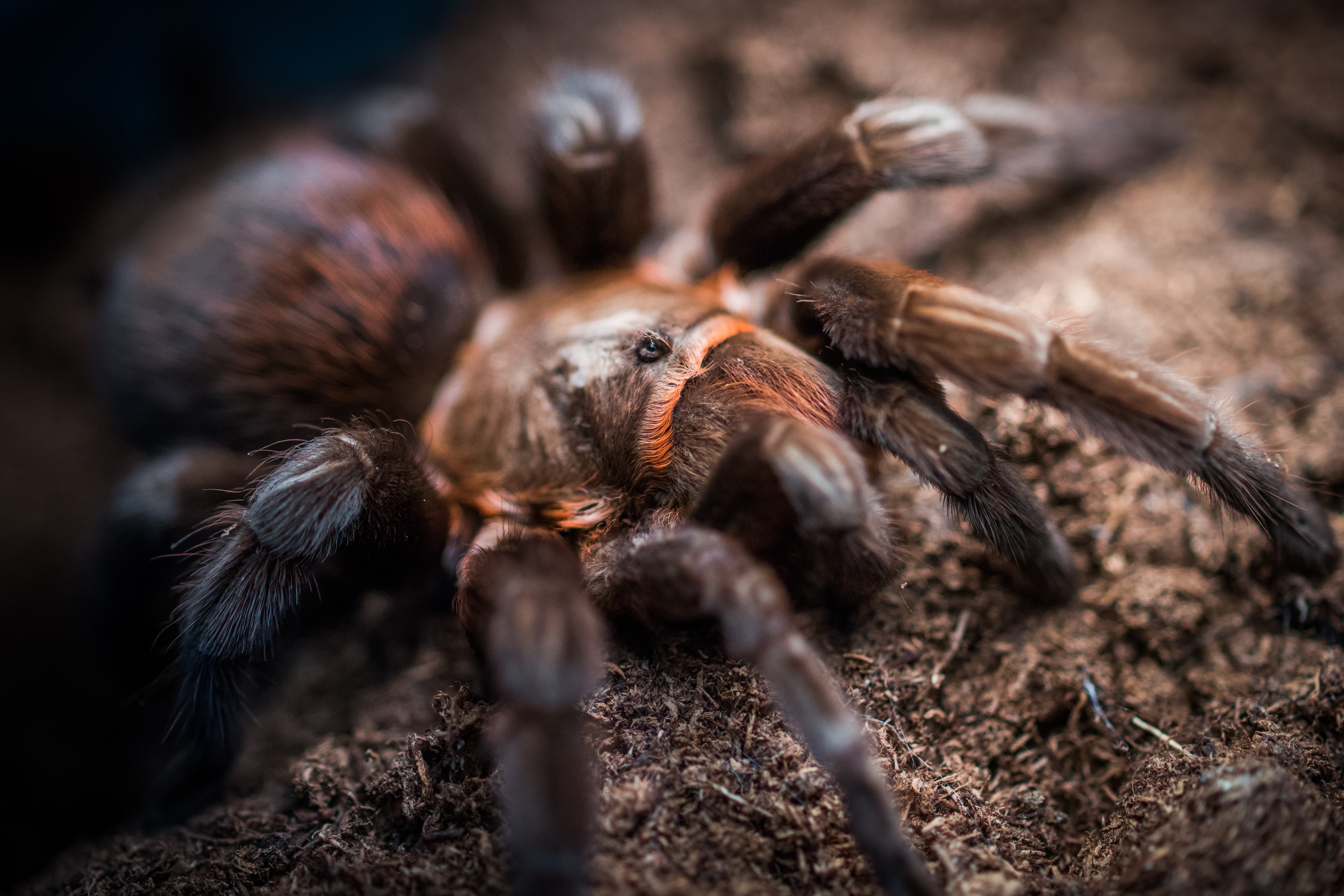
Tliltocatl kahlenbergi

Czarnawiec (Tliltocatl) – rodzaj pająków z infrarzędu ptaszników i rodziny ptasznikowatych. Obejmuje 7 opisanych gatunków. Wszystkie umieszczone są w II załączniku Konwencji o międzynarodowym handlu dzikimi zwierzętami i roślinami gatunków zagrożonych wyginięciem (CITES).

## Morfologia
Pająki te mają karapaks tak szeroki jak długi o nieco wyniesionej i niewyraźnie rowkowanej części głowowej, wyraźnym i wyniesionym wzgórku ocznym oraz głębokich jamkach. Oczy przednio-boczne leżą bardziej z przodu niż przednio-środkowe, a oczy tylno-boczne bardziej z tyłu niż tylno-środkowe. Ubarwienie karapaksu jest ciemne. Warga dolna jest szersza niż długa, niemal trapezowatego kształtu. Przedni płat niemal prostokątnych szczęk wyciągnięty jest w stożkowaty wyrostek. Na opistosomie występują szczecinki barwy czerwonej lub żółtawej. W grzbietowo-tylnej części opistosomy leży pole włosków drażniących typu III otoczone włoskami drażniącymi typu I. Odnóża są czarne lub porośnięte długimi, białymi włoskami. Na udach odnóży pierwszej pary oraz krętarzach odnóży pierwszej pary i nogogłaszczków znajdują się szczecinki strydulacyjne o kształcie maczugowatym. Uda czwartej pary odnóży u obu płci pozbawione są pierzastych włosków. Rzepki nogogłaszczków i odnóży zaopatrzone są w kolce. Wszystkie skopule na stopach są niepodzielone.
Nogogłaszczki samca mają łyżkowaty bulbus o wierzchołku większym niż u rodzaju kusonóżka. Długość embolusa jest zbliżona do długości tegulum lub większa od niej. Samica ma pojedynczą spermatekę o wierzchołku zwężonym, zakrzywionym do wewnątrz i o słabo zesklerotyzowanej lub całkiem nieobecnej płytce podstawowej.

## Biologia i występowanie
Przedstawiciele rodzaju znani są z Meksyku, Gwatemali, Belize, Salwadoru, Hondurasu, Nikaragui i Kostaryki. Zasiedlają lasy liściaste, lasy deszczowe, łąki, a niekiedy tereny uprawne i ogrody. Są to ptaszniki naziemne. Swe norki wykopują pod płaskimi kamieniami, kłodami, wśród korzeni drzew i na zboczach.

## Taksonomia
Rodzaj ten wprowadzony został w 2019 roku przez Jorge Mendozę i Oscara Francke. Na podstawie molekularno-morfologicznej analizy filogenetycznej wyodrębnili oni do niego 7 gatunków wcześniej klasyfikowanych w rodzaju Brachypelma. Jako gatunek typowy wyznaczyli Eurypelma vagans. Nazwa rodzajowa pochodzi od dwóch słów z języka nahuatl: tlilli – czerń i tocatl – pająk. Polska nazwa zwyczajowa czarnawiec także do tego nawiązuje.
Do rodzaju należą:
- Tliltocatl albopilosum (Valerio, 1980) – czarnawiec kędzierzawy, ptasznik kędzierzawy
- Tliltocatl epicureanum (Chamberlin, 1925) – czarnawiec epikurski
- Tliltocatl kahlenbergi (Rudloff, 2008) – czarnawiec rudowłosy
- Tliltocatl sabulosum (F. O. Pickard-Cambridge, 1897) – czarnawiec piaskowy
- Tliltocatl schroederi (Rudloff, 2003) – czarnawiec ciemny
- Tliltocatl vagans (Ausserer, 1875) – czarnawiec wędrowny, cz. czerwonoodwłokowy
- Tliltocatl verdezi (Schmidt, 2003) – czarnawiec zamaskowany